# 鯛めし
鯛めし（たいめし）は、鯛と飯を組み合わせた日本料理の一つである。

## 概要
鯛と米は日本人にとって古来より馴染み深い食品の代表格であり、これらを用いた料理は日本各地に見られる。現代日本で一般的にイメージされる鯛めしは、鯛を一尾まるごと飯に炊き込んで作ったものを指す。鯛は臭みを取り香ばしさを出すために予め焼かれ、米飯の味付けには醤油、塩、酒、みりん、昆布出汁などが用いられる。炊飯には土鍋が使われることも多い。炊き上がったら骨を外し、身をほぐして取り分ける。薬味には木の芽や針生姜などをあしらう。湯茶をかけて鯛茶漬けとしても美味である。
上記以外にも、味付けした鯛そぼろを乗せた飯や、鯛の刺身を乗せた飯のことを鯛めしと呼ぶ例がある。

## 駅弁

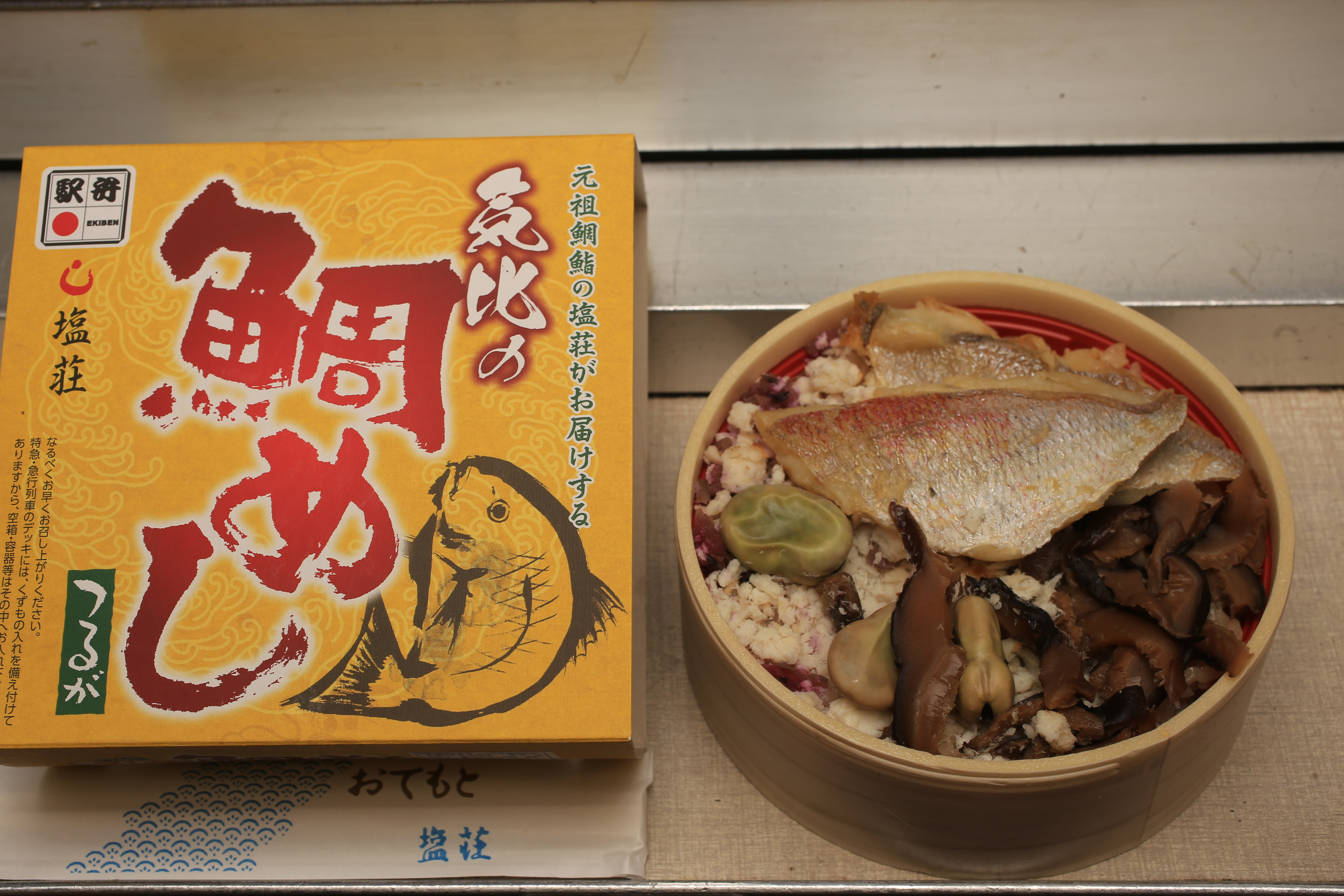
気比の鯛めし

駅弁としての鯛めしの歴史は明治時代から見られる。
鯛めし弁当は現在、今治駅、神戸駅、敦賀駅、大船駅、横浜駅、箱根湯本駅、小田原駅、熱海駅、三島駅、沼津駅、静岡駅などで販売されているが、今治駅など西日本の駅弁が鯛の身をほぐして混ぜ込んだ炊き込みご飯であるのに対し、神奈川県、静岡県など東日本では茶飯の上に甘く味付けしたおぼろを散らしたものを鯛めしと呼んでいる。

## 北条鯛めし

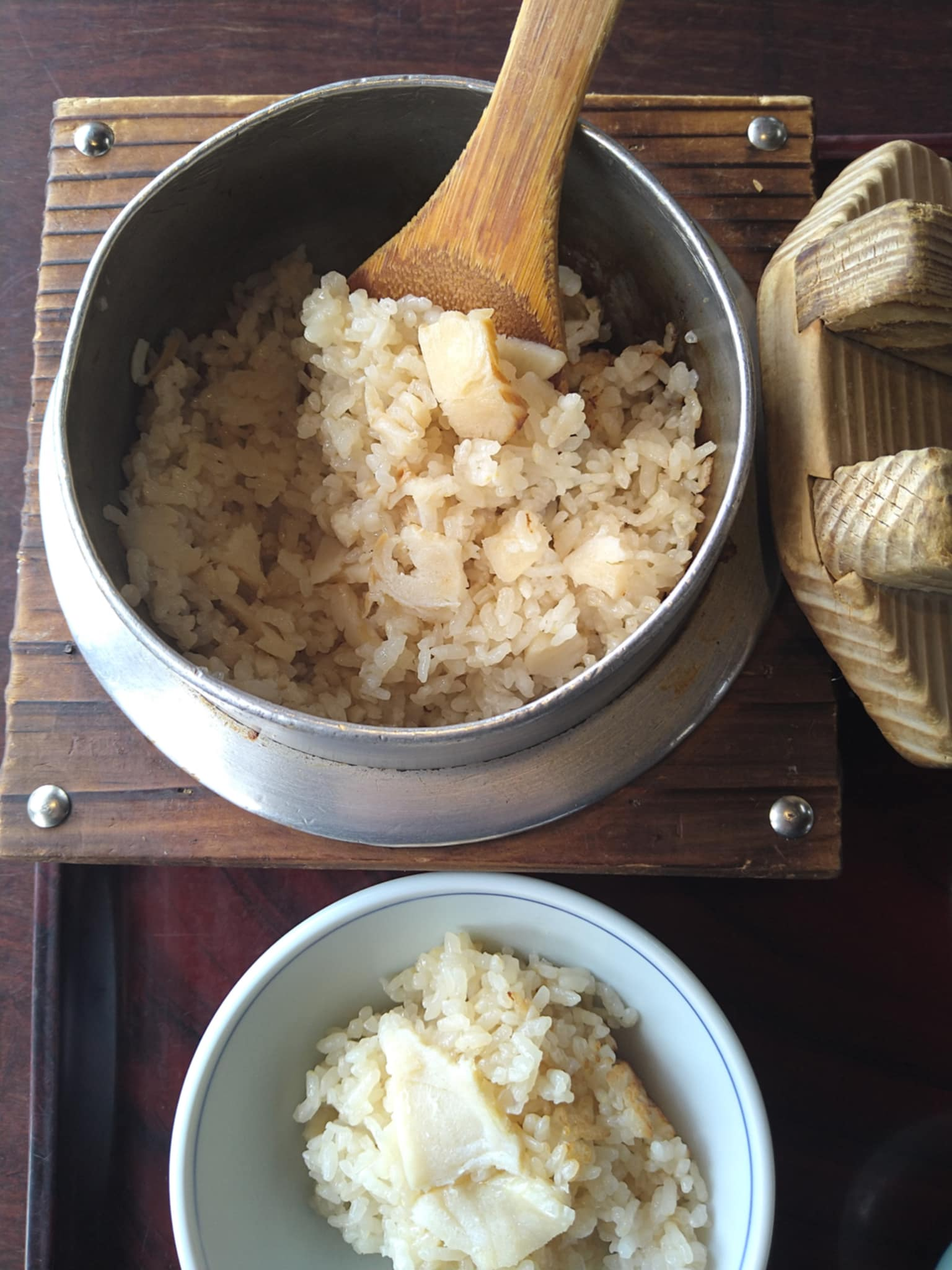
北条鯛めし式

愛媛県北条鹿島の名物料理。北条地域では古くから食されていた。
鯛を丸ごと一匹、ご飯と一緒に炊き込む料理で、鯛と出汁昆布以外には野菜や揚げ物を使用しないのが特徴である。
神功皇后が三韓征伐に出陣する途中、北条鹿島に船を寄せて鹿島明神に戦勝祈願した際に、地元漁師が近海で獲れた鯛を献上したところ、神功皇后はこれを吉兆と喜んだ。その鯛をのせて飯を炊き差し上げたところ、神功皇后は大いに喜び、美味を賞したとされる。
現在は北条鹿島だけでなく四国本土側の松山市や今治市などの和食店にもメニューとしてあり、一人前ずつ釜めしとして定食で食べることができる。

## 宇和島鯛めし

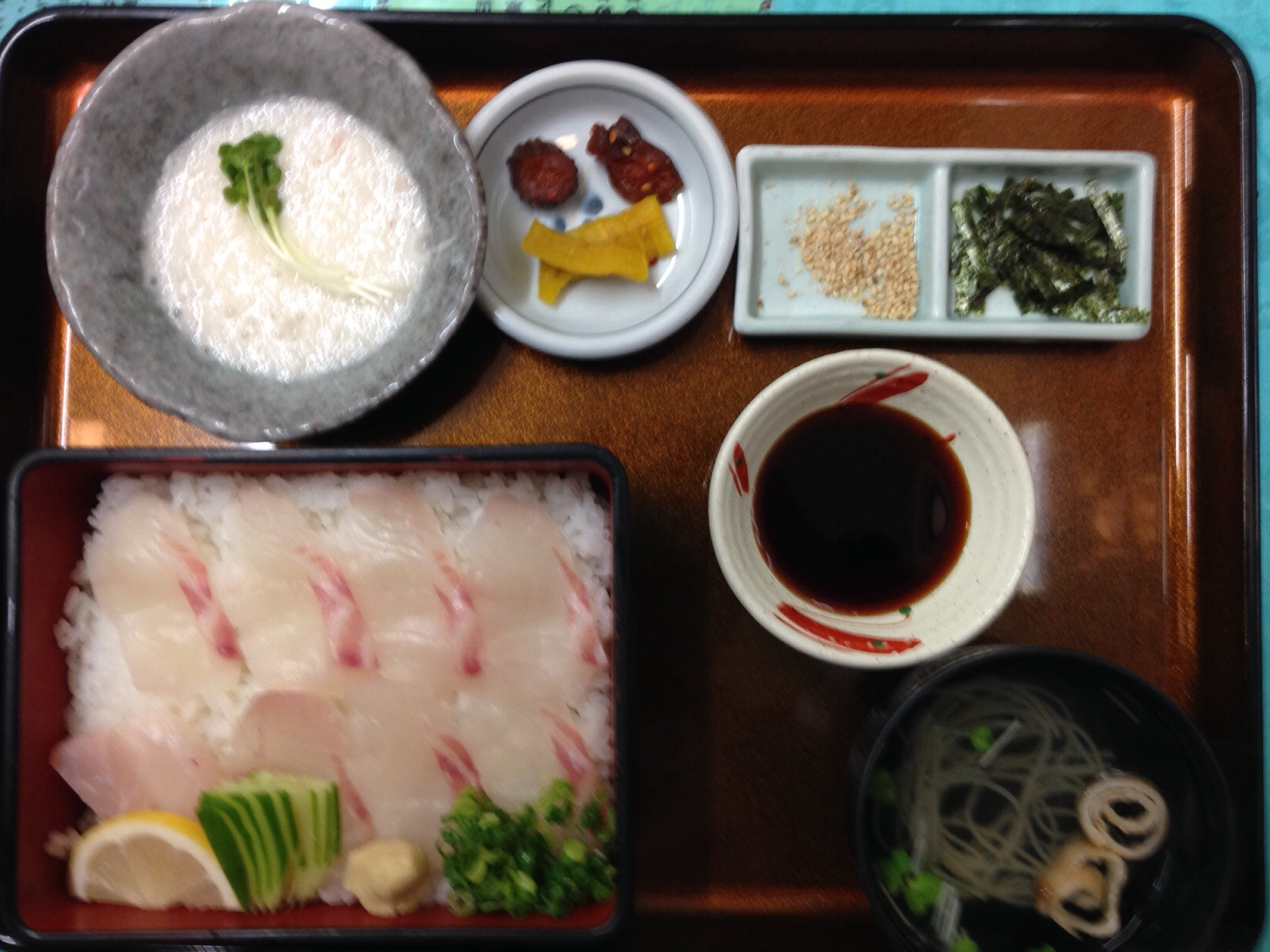
南予の鯛めしの一例（松山市内）

鯛めしは愛媛県の郷土料理の一つとして知られるが、地域によって、大きく2つの種類に分けられる。東予地方や中予地方では一般的な焼き鯛の炊き込みご飯を鯛めしと呼ぶが、宇和島市を中心とする南予地方では鯛の刺身を、醤油を主体としたタレに生卵、ゴマ、きざみねぎなどの薬味を混ぜたものに和え、ご飯に載せたものを鯛めしと呼ぶ。
同地方にはひゅうが飯という味付けした刺身を米飯に載せて食べる料理があり、「鯛めし」はその鯛バージョンを指す名称であった。元々は宇和島市の一部に伝わる家庭料理であったが、昭和50年代に、当時の津島町（現・宇和島市）に「六宝」という名称でひゅうが飯を出す店が現れ、他地域の人々にも知られるようになった。その後「生の鯛めし」は松山市など宇和島市以外の県内に広がり、やがて南予地方の名物とされるようになっていった。昭和60年代には「鯛めし（ひゅうがめし）」と記載する例が多かったが、やがて「鯛めし」の名称に統一されていった。
2007年（平成19年）、「宇和島」の地名を冠した「宇和島鯛めし」として農林水産省の「郷土料理百選」に選ばれた。地元の飲食店などでつくる協同組合が地域団体商標を登録している。元は、宇和海にある日振島を拠点とする海賊が、船上で火を使わず食べたことが始まりとする伝承もある。
松山市では平成21年に「活き鯛めし」の名称を使い、松山市の郷土料理として大々的に「鯛めし」を紹介したが、その後は宇和島を発祥の地としている。

## 皆美家伝鯛めし
「不昧公」としても知られる松江藩10代藩主松平治郷には、側用人が献上した西洋料理を気に入ったという説、または「汁かけご飯」を好み蕎麦の具材を調味料として愛用したという説がある。その説を元に、皆美館（松江しんじ湖温泉）の初代板前長・西村常太郎が考案した料理である。
皿に盛り付けられた鯛のそぼろ、茹でて裏ごしした卵の黄身と白身、ネギ、おろし大根、わさび、海苔といった具を自分で茶碗によそったご飯に乗せ、茶漬けのように特製のダシを注いて食べる。